# Криминальный роман

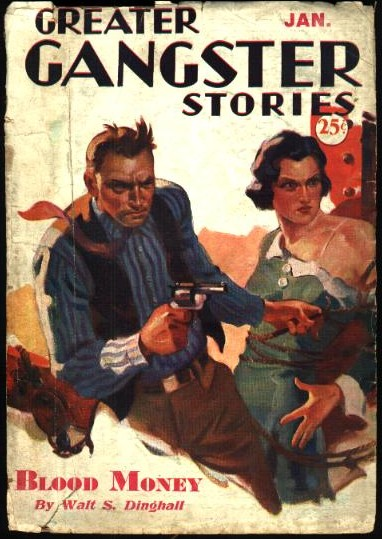
Скандальный ежемесячник «Гангстерские истории» (1929—1932) о криминале вооружённых гангстеров времён Сухого закона в США позже именовался «Великие гангстерские истории» до последнего майского выпуска 1934 года

Кримина́льная про́за — литературный жанр, сосредоточившее своё внимание непосредственно на преступлении, его раскрытии, образах преступников и их мотивах Представляет собой одно из наиболее популярных направлений литературного мейнстрима. Его черты проявляются в научно-фантастических или исторических романах. К криминальной прозе относятся несколько поджанров, например, детектив (а также англ. whodunit), правовой триллер (англ. legal thriller), судебная драма (англ. courtroom drama) и крутой детектив (англ. hard-boiled fiction).
В Италии принято условное обозначение жанра «Giallo» («желтая»), так как начиная с 1930-х детективная проза издавалась под жёлтой обложкой.

## История развития жанра криминального романа
Истоки литературы о преступлениях корнями уходят к сказкам Шахерезады сборника «Тысяча и одна ночь» (история о трех яблоках). Тем не менее как жанр криминальный роман стал рассматриваться лишь с 1800-х годов.
Самым первым криминальным романом считается «Пастор в Вейльбю» датского писателя Стена Стенсена Блихера, опубликованный в 1829 году. К ранним примерам жанра относятся произведения Эдгара Аллана По «Убийство на улице Морг» (1841), «Тайна Мари Роже» (1842) и «Похищенное письмо» (1844), эпистолярный роман «Женщина в белом» Уилки Коллинза (1860).
Французский писатель Эмиль Габорио в своем романе «Лекок, агент сыскной полиции» (1868) заложил основу методического, научно мыслящего детектива. Эволюция ситуации убийства в закрытой комнате стала вехой в развитии криминальной прозы. Наиболее популярными представителями жанра стали Артур Конан Дойл и его Шерлок Холмс, а также его предшественник Поль Феваль, серия романов которого на протяжении 1862—1867 описывала деятельность детективов Скотланд-Ярда. Сочинения юриста А. Ф. Кони являются одним из первых видов документальной криминалистики; некоторые воспоминания представляют собой процесс расследования убийства.
Развитие издательского дела в XIX столетии сделало жанры криминального и детективного романов одними из наиболее популярных и востребованных направлений массовой литературы. Журналы вроде Harper’s Magazine, Strand и McClure's печатали детективные истории целыми сериями, сопровождая их иллюстрациями. Первые рассказы Уилки Коллинза и Артура Конан Дойля появились именно в журнале Strand.

## Типы криминального романа
- Детективный роман — наиболее распространённый поджанр криминального романа, обычно демонстрирует сложную, полную загадок историю, на протяжении которой читателю предоставляются подсказки для определения личности преступника, с целью предугадать развязку книги.
- Убийство в закрытой комнате — особая ситуация детективного романа, при которой преступник ограничен в своих передвижениях определёнными обстоятельствами, например, замкнутым пространством/запертой комнатой, которую он не может покинуть.
- Уютный детектив — вид детективного жанра, где сексу и насилию отведено в повествовании меньше места или они преподносятся с юмором, а преступления и расследования проходят в небольшом, тесном сообществе.
- Исторический детектив[10] — поджанр исторического романа. История преступления в контексте исторических событий (например, «Имя розы» У. Эко).
- Перевёрнутый детектив[11] — история преступления, раскрытие которого происходит постфактум, с учётом того, что читателю изначально известен преступник и подробности случившегося.
- Американский нуар — «чёрный» детектив, в котором сыщик обычно отвечает на насилие насилием.
- Полицейский процедурал[12] — детективная история, раскрывающая подробности быта полицейских.
- Правовой триллер — поджанр триллера и криминального романа, главные герои которого — юристы. Правоохранительная и судебная система занимает центральное место в повествовании, беря на себя роль «главного героя».
- Шпионский роман[13] — остросюжетная история, как правило, рассказанная от лица шпиона, работающего на какую-либо спецслужбу.
- Преступный роман[англ.] — история, рассказанная от лица преступника.
- Psychological suspense[англ.] — поджанр триллера с элементами детектива, в основе которого лежит психологический конфликт.
- Пародия